# Pero cómo te ha ido
"Pero Cómo Te Ha Ido" es la sexta pista del álbum Alpha del grupo Selena y Los Dinos, lanzado en 1986. Fue escrita por el famoso compositor tejano Johnny Herrera y producida por Manny R. Guerra.

## Composición
La canción fue el cuarto tema aportado por Johnny Herrera a la carrera musical del grupo, contando las dos canciones del álbum "The New Girl In Town" y el tema Con Esta Copa. Fue escrito en 1985 en Corpus Christi, Texas y producido por Manny R. Guerra.
La pista trata sobre cómo una mujer habla con un examante, el cual le falló y le fue infiel. Ella, le pide que le cuente cómo le ha ido en la vida después de haberla engañado y le hace saber que ha cambiado para mal y se le nota triste y desgastado.

## Uso en otros álbumes
- Este tema apareció en "Selena y sus Inicios, Vol. 1" el 4 de noviembre de 2003.[1]

## Créditos
| - Primera voz - Selena Quintanilla - Batería - Suzette Quintanilla - Bajo y segunda voz - A.B. Quintanilla III - Teclados - Ricky Vela - Guitarra - Roger García | - Productor - Manny R. Guerra - Grabación - Amen Studios (San Antonio, Tx.) - Mezcla - Brian "Red" Moore - Arreglos musicales - Selena y Los Dinos - Composición - Johnny Herrera |